# Saint-Denis-en-Margeride
Saint-Denis-en-Margeride là một xã ở tỉnh Lozère trong vùng Occitanie, phía nam nước Pháp. Khu vực này có độ cao trung bình 1175 mét trên mực nước biển.